# Ebermast

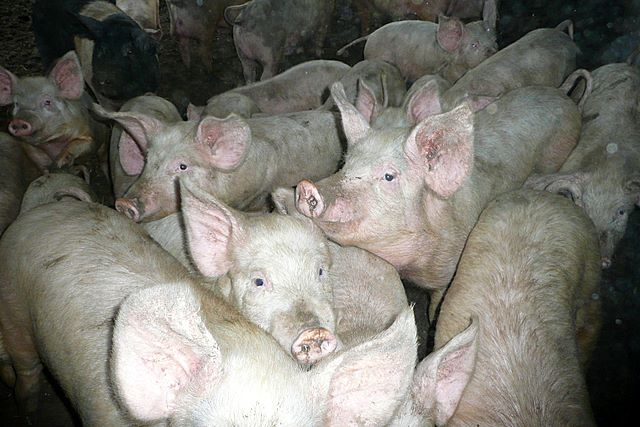
Ebermast in Großbritannien

Als Ebermast bezeichnet man die Mast männlicher Schweine im landwirtschaftlichen Betriebszweig Schweineproduktion. Traditionell werden männliche Ferkel chirurgisch kastriert, um die Bildung des von vielen Menschen als unangenehm empfundenen Ebergeruchs zu verhindern. Da die betäubungslose Kastration in Deutschland seit dem 1. Januar 2021 verboten ist, gibt es eine intensive Debatte zu Alternativen, von denen die Ebermast eine ist. Produktionstechnisch wird die Ebermast durch die meisten Landwirte und auch durch die landwirtschaftliche Beratung als praktikables Verfahren angesehen. Bisher konnte sie sich aber noch nicht durchsetzen, weil der Lebensmitteleinzelhandel Wurst- und Fleischwaren aus gemästeten Ebern von Ausnahmen abgesehen nicht in das Sortiment aufnahm. Verbraucher zeigten dagegen eine relativ hohe Akzeptanz gegenüber dem Verfahren in Umfragen und auch bei einer Blindverkostung.
In anderen Staaten, bei denen die Schweine mit niedrigerem Schlachtgewicht meist vor Erreichen der Pubertät geschlachtet werden, ist sie schon heute ein etabliertes Verfahren.

## Hintergrund
Bis ins 19. Jahrhundert wurden männliche Ferkel in vielen Teilen des heutigen Deutschland und Österreich von Sauschneidern kastriert. Der Hauptgrund war, die ungeplante Vermehrung auf den Waldweiden bei der damals üblichen Eichelmast zu verhindern. Erst seit Mitte des 19. Jahrhunderts wurden Schweine gezielt gezüchtet und die vorher hauptsächlich auf den Eigenbedarf ausgerichtete Haltung verlagerte sich hin zur Nahrungsmittelproduktion für die größer werdenden Städte. Die Kastration der männlichen Ferkel wurde beibehalten, um bei den nun vorhandenen Haltungsbedingungen von vielen Tieren auf engem Raum die Aggressivität der männlichen Tiere (siehe Abschnitt psychische Wirkungen im Artikel Testosteron) nicht aufkommen zu lassen und auch um den von manchen Verbrauchern als störend empfundenen Ebergeruch zu vermeiden.
Von Tierschützern wird die betäubungslose chirurgische Kastration scharf kritisiert. In Österreich ist die betäubungslose Kastration in den ersten sieben Lebenstagen der Ferkel erlaubt während sie in der Schweiz seit 2010 verboten ist. Mit einer Novelle des Tierschutzgesetzes wurde für Deutschland als Ausnahme festgelegt, dass Rinder, Schafe und Ziegen weiterhin bis zum Alter von vier Wochen betäubungslos kastriert werden dürfen. Für Schweine gilt nur noch eine Ausnahmeregelung, in der festgelegt ist, dass der Eingriff bis zum siebten Lebenstag betäubungslos durchgeführt werden darf. Diese Regelung sollte zum 31. Dezember 2018 außer Kraft treten, so dass spätestens ab dem 1. Januar 2019 nur noch alternative Möglichkeiten zulässig gewesen wären. Am 29. November 2018 beschloss der Bundestag, die betäubungslose Kastration für weitere zwei Jahre zu gestatten.
Ab diesem Zeitpunkt ist es vorgesehen, die betäubungslose Kastration EU-weit bis auf wenige regionale Ausnahmen zu verbieten.
Als Alternativen sind
- als Methoden zur Kastration mit Betäubung und/oder Schmerzausschaltung
  - Lokalanästhesie durch Vereisung oder Injektion (verboten ab 2019)
  - Allgemeinanästhesie als Injektions- oder Inhalationsanästhesie (nur erlaubt durch den Tierarzt)
  - Schmerzmittel (verboten ab 2019)

auch in Kombination in Diskussion
- als Methoden ohne chirurgische Kastration
  - Ebermast
  - Immunokastration
  - Spermasexing

sowie langfristig die Zucht auf geruchsfreies Eberfleisch in der Diskussion.
Bei der Ebermast wird vollständig auf jedweden medizinischen Eingriff verzichtet. Von Vorteil sind dabei die höheren täglichen Zunahmen und die bessere Futterverwertung der Eber im Vergleich zu Kastraten. Zur Realisierung dieser Vorteile muss die Zusammensetzung des Futters allerdings den unterschiedlichen Ansprüchen angepasst werden und es sind getrenntgeschlechtliche Mastgruppen notwendig. Nachteilig wirkt sich aus, dass es durch das vermehrte Sexualverhalten zu vermehrter Unruhe und häufigeren Haut- und Penisverletzungen der Tiere kommt. Auch lässt es sich bisher (Stand 2018) nicht vermeiden, dass bis zu fünf Prozent der Schlachtkörper Ebergeruch zeigen. Dieser lässt sich bisher noch nicht automatisiert im Schlachtbetrieb feststellen. Unabhängig davon ist es durch eine veränderte Fettqualität nur bedingt möglich, bestimmte Frischfleischprodukte aus unkastrierten Ebern herzustellen.
Grundsätzlich ist die Ebermast eine Alternative zur Kastration, die sich bisher aber nicht ohne weiteres umsetzen lässt. Von Vorteil wäre es hier, wenn das Mastendgewicht abgesenkt würde und die Schweine früher geschlachtet würden. Auch gibt es Bemühungen, geruchsarme Linien von Ebern zu züchten, die aber noch weitergeführt werden müssen, um zur Problemlösung beizutragen. Zusätzlich ist ein angepasstes Fütterungs- und Haltungsmanagement nötig, was oft auch eine Anpassung der ökonomischen und strukturellen Rahmenbedingungen der Landwirtschaft voraussetzt.

## Verbreitung in den wichtigsten europäischen Ländern mit hoher Schweinefleischproduktion
In Großbritannien und Irland werden die Ferkel nicht kastriert, sondern bei niedrigeren Schlachtgewichten als Eber gemästet.
| Land        | Kastration mit Betäubung/ Schmerzmittel | Ebermast | Immuno- kastration | Anmerkungen |
| ----------- | --------------------------------------- | -------- | ------------------ | --- |
| Belgien     | 80                                      | 5        | 15                 | Nur wenige Landwirte kastrieren in einem Pilotprojekt unter der nur einem Tierarzt erlaubten Betäubung. Die allermeisten nutzen Schmerzmittel. |
| Dänemark    | 99                                      | 1        | -                  | Nutzung von Schmerzmitteln und keine Anästhesie. |
| Frankreich  | 90                                      | 10       | < 1                | Nutzung von Schmerzmitteln und keine Anästhesie. Immunokastration in wenigen Testbetrieben. |
| Niederlande | 60                                      | > 33     | -                  | Für einen Teil der Betriebe keine Informationen. Wahrscheinlich wird dort betäubungslos kastriert. Ansonsten orientiert sich das Betriebsmanagement am jeweiligen geplanten Exportland. Die Ebermast erfolgt primär für Ausfuhren nach Großbritannien. |
| Spanien     | 2                                       | 80       | 3                  | 15 Prozent der Schweine wurde ohne Betäubung kastriert. |
| Deutschland | 90                                      | 5        | < 1                | Immunokastration in wenigen Testbetrieben. Für einen Teil der Betriebe keine Daten. Wahrscheinlich Kastration ohne Schmerzausschaltung. |

Im Gegensatz zur deutschen Rechtslage ist es Ferkelerzeugern in Dänemark und den Niederlanden erlaubt, selbst eine Lokalanästhesie zur Kastration vorzunehmen.

## Akzeptanz des Verfahrens

### Beim Verbraucher
In einer Studie zur Akzeptanz von Eberfleisch beim Verbraucher hatten die meisten befragten Verbraucher keinerlei Vorurteile dagegen, dieses zu verkosten. Dies wurde in einigen Fällen damit begründet, dass der geschlechtstypische Geruch schon vom Verzehr von Wildschwein- oder Hammelfleisch bekannt war. Bei der anschließenden Produktverkostung gab es nur wenige Unterschiede in der Bewertung von Ebersalami und Salami von Sauen. Bei der Blindverkostung konnten 50 % der Männer und 70 % der Frauen die Herkunft richtig zuordnen.

### Beim Landwirt
Wie aus dem Vergleich der Verbreitung des Verfahrens ersichtlich richten die Landwirte in verschiedenen Ländern der EU ihr Produktionsverfahren jeweils nach den nationalen gesetzlichen Vorgaben und Marktbedingungen aus.
Bei ansonsten gleichen Produktionsparametern haben Eber im Vergleich zu Kastraten einen geringeren Futterverbrauch in Verbindung mit einer geringeren Verfettung, so dass grundsätzlich die Erlöse für den Landwirt pro Tier höher wären.
Dazu sind aber neu angepasste Abrechnungsmasken notwendig.
In Versuchen zeigte sich in Deutschland eine relativ weite Streuung der Ergebnisse, wobei nur rund ein Drittel der Betriebe bessere Ergebnisse als mit Kastraten erzielte. Wobei das Hauptproblem die bisher mangelnde Akzeptanz des Verfahrens durch den Lebensmitteleinzelhandel ist, wodurch es sowohl für die Schlachtunternehmen als auch für den Landwirt keine ausreichenden Absatzmöglichkeiten für gemästete Eber gibt. Die Interessengemeinschaft der Schweinehalter Deutschlands forderte deshalb im Frühjahr 2016 eine Verlängerung der Frist über den heute geplanten Zeitpunkt des 1. Januar 2019 hinweg, um vor dem Verbot der betäubungslosen Kastration erst Absatzwege für Eberfleisch zu schaffen.
Nachdem bis September 2018 keine Regelung gefunden wurde, die sowohl praktikabel für die Ferkelerzeuger als auch allgemein akzeptiert durch den Verbraucher und die Schlachtbetriebe ist, denken einige Schweinehalter über eine Aufgabe der Produktion nach.

### Bei der fleischverarbeitenden Industrie
Tönnies, eines der größten deutschen Schlachtunternehmen, hat im August 2018 angekündigt, dass es zukünftig unkastrierte Eber verarbeitet. Gleichzeitig verwies das Unternehmen auf die schlechtere Schlachtausbeute bei diesen Tieren hin und veränderte die Preismaske entsprechend, um dem Rechnung zu tragen.
In den Niederlanden, in denen schon über ein Drittel der männlichen Ferkel als Eber gemästet werden, wurde im Frühjahr 2015 der Auszahlungspreis für diese Tiere gesenkt, während er gleichzeitig für Sauen und Börge erhöht wurde. Gleichzeitig wurden vermehrt Eber an die zwei deutschen Schlachtunternehmen geliefert, welche diese schlachten, und auch diese veränderten für die importierten Tiere die Preismaske zu relativ niedrigeren Auszahlungspreisen. Begründet wurde dies mit der erhöhten Anlieferung bei gleichzeitiger mangelnder Akzeptanz der daraus gefertigten Fleisch- und Wurstwaren im Einzelhandel.